# Distribució quasi estacionària
Amb probabilitat una distribució quasi estacionària és un procés aleatori que admet un o diversos estats absorbents que s'assoleixen amb quasi seguretat, però inicialment es distribueix de manera que pot evolucionar durant molt de temps sense arribar-hi. L'exemple més comú és l'evolució d'una població: l'únic equilibri és quan ja no queda ningú, però si modelem el nombre de persones és probable que es mantingui estable durant un llarg període abans que finalment s'enfonsi.

## Història
Els treballs de Wright sobre la freqüència de gens el 1931 i de Yaglom sobre els processos de ramificació el 1947 ja incloïen la idea d'aquestes distribucions. El terme quasi-estacionarietat aplicat als sistemes biològics va ser utilitzat llavors per Bartlett el 1957, que més tard va encunyar "distribució quasi-estacionària". Les distribucions quasi estacionàries també formaven part de la classificació de processos morts donada per Vere-Jones el 1962 i la seva definició per a cadenes de Markov d'estat finit la van fer el 1965 Darroch i Seneta.

## Definició formal
Considerant un procés de Markov {\displaystyle (Y_{t})_{t\geq 0}} prenent valors en {\displaystyle {\mathcal {X}}}. La definició general és: una mesura de probabilitat ν activat Xa es diu que és una distribució quasi estacionària (QSD) si per a cada conjunt mesurable B continguda en Xa
{\displaystyle \forall t\geq 0,\operatorname {P} _{\nu }(Y_{t}\in B\mid T>t)=\nu (B)}on {\displaystyle \operatorname {P} _{\nu }=\int _{{\mathcal {X}}^{a}}\operatorname {P} _{x}\,\mathrm {d} \nu (x)}
En particular {\displaystyle \forall B\in {\mathcal {B}}({\mathcal {X}}^{a}),\forall t\geq 0,\operatorname {P} _{\nu }(Y_{t}\in B,T>t)=\nu (B)\operatorname {P} _{\nu }(T>t).}

## Exemples
Les distribucions quasi estacionàries es poden utilitzar per modelar els processos següents:
- Evolució d'una població pel nombre de persones: l'únic equilibri és quan ja no queda ningú.
- Evolució d'una malaltia contagiosa en una població pel nombre de malalts: l'únic equilibri és quan la malaltia desapareix.
- Transmissió d'un gen: en cas que hi hagi diversos al·lels en competició mesurem el nombre de persones que en tenen un i l'estat absorbent és quan tothom té el mateix.
- Model de votant: on tothom influeix en un petit conjunt de veïns i es propaguen opinions, estudiem quanta gent vota per un determinat partit i només s'arriba a un equilibri quan el partit no té votant, o tota la població el vota.